# 637
637 (DCXXXVII) fue un año común comenzado en miércoles del calendario juliano, en vigor en aquella fecha.

## Acontecimientos
- Comienzo de la conquista islámica de Persia: cae la capital sasánida Ctesifonte en manos de las tropas árabes de Sa'ad ibn Abi Waqqas.